# Trioceros hoehnelii
Espèce
Synonymes
- Chamaeleon hoehnelii Steindachner, 1891
- Chamaeleo leikipiensis Steindachner, 1891
- Chamaeleo bergeri Sternfeld, 1912
- Chamaeleon bitaeniatus altaeelgonis Loveridge, 1935
- Trioceros hoehnelii altaeelgonis (Loveridge, 1935)

Statut de conservation UICN

 LC  : Préoccupation mineure
Statut CITES
Trioceros hoehnelii est une espèce de sauriens de la famille des Chamaeleonidae.

## Répartition
Cette espèce se rencontre jusqu'à 4 000 m d'altitude en Ouganda et au Kenya.

## Description
Trioceros hoehnelii est de petite ou moyenne taille, et peut mesurer jusqu'à 26 cm de longueur. La coloration est très variable. Le matin, on peut voir ce caméléon dorer au soleil, entièrement noir afin de capter de l'énergie thermique de la lumière du soleil.
Cette espèce possède une unique corne sur le rostre. Les mâles sont souvent plus grands que les femelles avec un plus grand casque, une corne et la pase de la queue plus large.
Cette espèce effectue une reproduction vivipare, donc met au monde des petits en vie.

## Éthologie
La plupart des caméléons en Afrique de l'Est se montrent territoriaux et Trioceros hoehnelii ne déroge pas à la règle. Si des mâles sont placés ensemble, ils se sifflent l'un à l'autre, virent au noir, et compriment leurs corps pour sembler plus grands.
Trioceros hoehnelii aime manger les petits insectes et les araignées qu'il attrape en déroulant sa langue gluante : Déroulée, elle peut être plus longue que le corps.

## Étymologie
Cette espèce est nommée en l'honneur de Ludwig von Höhnel.

## Publications originales
- Loveridge, 1935 : Scientific results of an expedition to rain forest regions in Eastern Africa. I. New reptiles and amphibians from East Africa. Bulletin of the Museum of Comparative Zoology at Harvard College, no 79, p. 1-19 (texte intégral).
- Steindachner, 1891 : Bericht über die von Herrn Linienschiffsleutenant Ritter von Höhnel während der Graf Samuel Telekis ostafrikanischer Expedition gesammelten Reptilien. Sitzungsberichte der Kaiserlichen Akademie der Wissenschaften, Mathematisch-Naturwissenschaftliche Classe, vol. 100, no 1, p. 289-316 (texte intégral).